# 向日葵 (遊助單曲)
《向日葵》（日語：ひまわり）是日本歌手遊助的第一张单曲，於2009年3月11日以“遊助”的名义发表。

## 收录内容
CD
1. 向日葵（ひまわり）
  - 作詞:遊助　作曲:N.O.B.B
  - 富士电视台《上地雄輔物語》主题曲
2. 樱花物语（さくら物語）
  - 作詞:遊助　作曲:N.O.B.B
  - 丸米味噌汤广告曲（本人出演）
3. 微风
  - 作詞:遊助　作曲:村山晋一郎
4. 向日葵 -Instrumental-（ひまわり -Instrumental-）

DVD
1. 序言
2. 向日葵 (Music Video)（ひまわり (Music Video)）
  - 在《富家女與窮太郎》中扮演上地儿子的小林海人同时出演。
3. 结语

## 外部連結
- 遊助 - Sony Music
- iTunes - Music - 遊助「 - EP」